# 亚历山大·基兰号
亚历山大·基兰号（挪威語：Alexander L. Kielland）是挪威的一个半潜式钻井平台，于1980年3月27日于北海埃科菲斯克油田倾覆，造成123人遇难。这起事故是第二次世界大战以来挪威海域最为严重的灾难。该钻井平台位于苏格兰邓迪以东约320公里处，为挪威斯塔万格钻井公司所有，灾难发生时租赁给美国菲利普斯石油公司。该钻井平台以挪威作家亚历山大·谢朗的名字命名。
该平台是在法国一家造船厂作为移动钻井装置建造，并于1976年7月交付给斯塔万格钻井公司。该浮动平台并不直接用于钻井，而是作为半潜式“浮动平台”，为海上工人提供生活区。到1978年，站台增加了额外的住宿区，最多可容纳386人。1980年，该平台为生产平台“埃达号”2/7C 提供海上住宿。

## 平台概况
“亚历山大·基兰号”平台总排水量为15000吨。上层建筑分为四层，最多可容纳500人生活。平台上拥有各种生活和娱乐设施。

## 事故
1980年3月27日北海海面上刮起了时速100公里的大风，浪高7.5米。6点28分，平台的一条支柱断裂，失去平衡的平台开始向海中倾斜。不到15分钟平台便倒翻在海中。倾覆时平台上一共有212人，仅有89人获救，39人死亡，其余的人下落不明（事后查明，死难者共123人）。之后经过初步分析，平台是由于金属疲劳等复杂原因引起支柱的断裂，加之恶劣的海况，致使平台翻倒。